# Bernardo de Lipa-Biesterfeld
Bernardo Leopoldo Frederico Everardo Júlio Conrado Carlos Godofredo Pedro (em alemão:  Bernhard Leopold Friedrich Eberhard Julius Kurt Karl Gottfried Peter, em neerlandês: Bernhard Leopold Frederik Everhard Julius Coert Karel Godfried Pieter; Jena, 29 de junho de 1911 – Utrecht, 1 de dezembro de 2004) foi o marido da Rainha Juliana e Príncipe Consorte dos Países Baixos de 1948 até 1980, quando ela abdicou. Eles tiveram quatro filhas juntos, incluindo Beatriz, que foi Rainha dos Países Baixos de 1980 a 2013.
Bernardo pertencia à casa principesca alemã de Lipa-Biesterfeld e era sobrinho do último príncipe soberano de Lipa, Leopoldo IV. Desde o nascimento, ele recebeu o título de Conde de Biesterfeld; seu tio o elevou à categoria de príncipe com o título de Alteza Sereníssima em 1916. Ele estudou direito e trabalhou da como secretário executivo no escritório de Paris da IG Farben. Em 1937, ele se casou com a Princesa Juliana dos Países Baixos e imediatamente recebeu o título de Príncipe dos Países Baixos com o estilo de Alteza Real. Após a ascensão de sua esposa ao trono em 1948, ele se tornou Príncipe Consorte. 
Bernardo foi um dos primeiros membros do Partido Nazista (NSDAP) e serviu como oficial na Schutzstaffel. Ele mudou sua lealdade política para os Aliados após a invasão dos Países Baixos. Até sua morte, Bernardo negou ser membro do NSDAP ou possuir um cartão de membro do NSDAP. Ele era respeitado por seu desempenho como piloto de combate e por suas atividades como oficial de ligação e assistente pessoal de sua sogra, a Rainha Guilhermina, durante o conflito, e por seu trabalho durante a reconstrução do pós-guerra. Durante a guerra, ele fez parte do conselho de planejamento de guerra dos Aliados, sediado em Londres, e prestou serviço de combate ativo limitado como comandante honorário de ala na Força Aérea Real (RAF), pilotando aviões de caça e bombardeiros. Ele também foi oficial general honorário do exército holandês e foi observador na negociação dos termos de rendição das forças nazistas na Holanda. Oficialmente, por sua bravura, liderança e lealdade comprovadas durante seus esforços de guerra, ele foi nomeado Comandante da Ordem Militar de Guilherme, a mais antiga e mais alta honraria dos Países Baixos. Após a guerra, ele foi nomeado marechal honorário do ar da RAF pela Rainha Elizabeth II. Em 1969, Bernardo foi condecorado com a Grã-Cruz (Classe Especial) da Ordem do Mérito da República Federal da Alemanha. Ele se envolveu no chamado "Escândalo de Suborno da Lockheed" em 1976 por ter promovido secretamente a venda de seus aviões e dos da Northrop por dinheiro, e foi rebaixado de todas as suas funções militares com uma proibição vitalícia de usar qualquer uniforme militar.
Bernardo ajudou a fundar o World Wildlife Fund (WWF, mais tarde renomeado World Wide Fund for Nature), tornando-se seu primeiro presidente em 1961. Em 1970, junto com o Príncipe Filipe, Duque de Edimburgo, e outros associados, ele estabeleceu a doação financeira do WWF "The 1001: A Nature Trust". Em 1954, ele foi cofundador do Grupo Bilderberg internacional, que se reúne anualmente desde então para discutir a globalização corporativa e outras questões relativas à Europa e à América do Norte. Ele foi forçado a deixar ambos os grupos após se envolver no escândalo de suborno da Lockheed em 1976.

## Biografia
Bernardo nasceu Bernhard Leopold Friedrich Eberhard Julius Kurt Karl Gottfried Peter, Conde de Biesterfeld em Jena, Saxe-Weimar-Eisenach, Império Alemão em 29 de junho de 1911, filho mais velho do Príncipe Bernardo de Lipa e sua esposa, Baronesa Armgard von Sierstorpff-Cramm, membro de uma das mais antigas famílias nobres da Baixa Saxônia, a Casa de Cramm. Ele era neto de Ernesto, Conde de Lipa-Biesterfeld, que foi regente do Principado de Lipa até 1904, e também era sobrinho do último soberano do principado, Leopoldo IV, Príncipe de Lipa. 

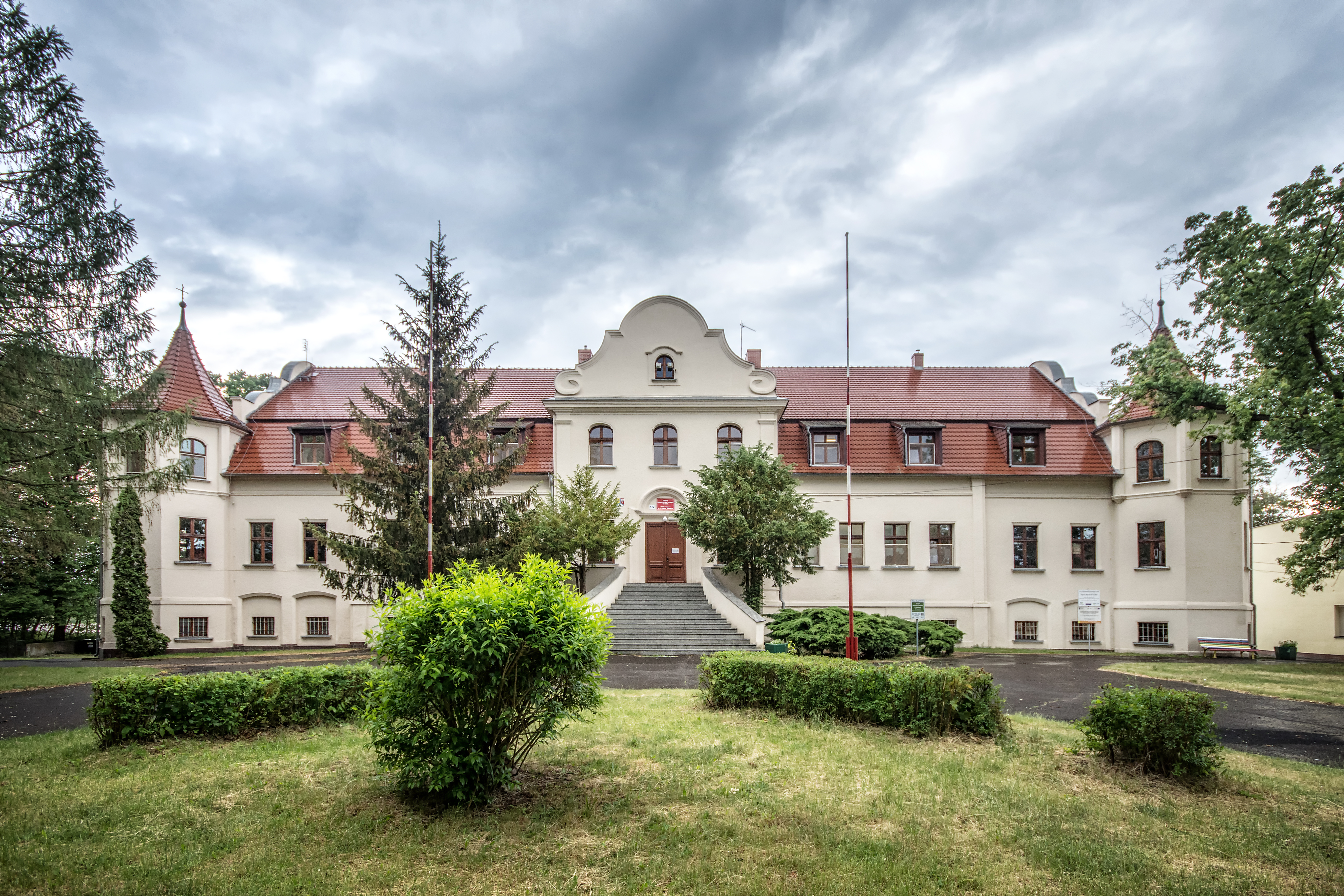
Palácio Reckenwalde, hoje Wojnowo na Polônia, onde o príncipe Bernardo passou sua juventude

Como o casamento de seus pais não estava em conformidade com as leis matrimoniais da Casa de Lipa, ele foi inicialmente considerado morganático, já que Armgard não pertencia por nascimento a nenhuma família reinante ou às antigas famílias reinantes da Europa. Bernardo recebeu apenas o título de Conde de Biesterfeld ao nascer. Ele e seu irmão só poderiam suceder ao trono de Lippian se toda a Casa reinante fosse extinta. Em 1916, seu tio Leopoldo IV, como príncipe reinante, elevou Bernardo e sua mãe ao posto de Príncipe e Princesa de Lippe-Biesterfeld, concedendo assim retroativamente o status dinástico do casamento de seus pais. O sufixo Biesterfeld foi revivido para marcar o início de uma nova linha de cadetes da Casa de Lipa.   
Após a Primeira Guerra Mundial, a família de Bernardo perdeu seu principado Alemão e a renda que o acompanhava, mas a família ainda estava razoavelmente bem de vida. Bernardo passou seus primeiros anos no castelo Reckenwalde (Wojnowo, Polônia), a nova propriedade da família em Brandemburgo Oriental, trinta quilômetros a leste do Rio Óder. Ele foi ensinado em particular e recebeu sua educação inicial em casa. Aos doze anos, foi enviado para o internato no Ginásio de Züllichau (Sulechów). Vários anos depois, ele foi enviado para um internato em um ginásio em Berlim, onde se formou em 1929. 
Bernardo sofria de problemas de saúde quando menor. Os médicos previram que ele não viveria muito tempo. Essa previsão pode ter inspirado a direção imprudente de Bernardo e os riscos que ele assumiu na Segunda Guerra Mundial e depois dela. O príncipe destruiu vários carros e aviões durante sua vida. 

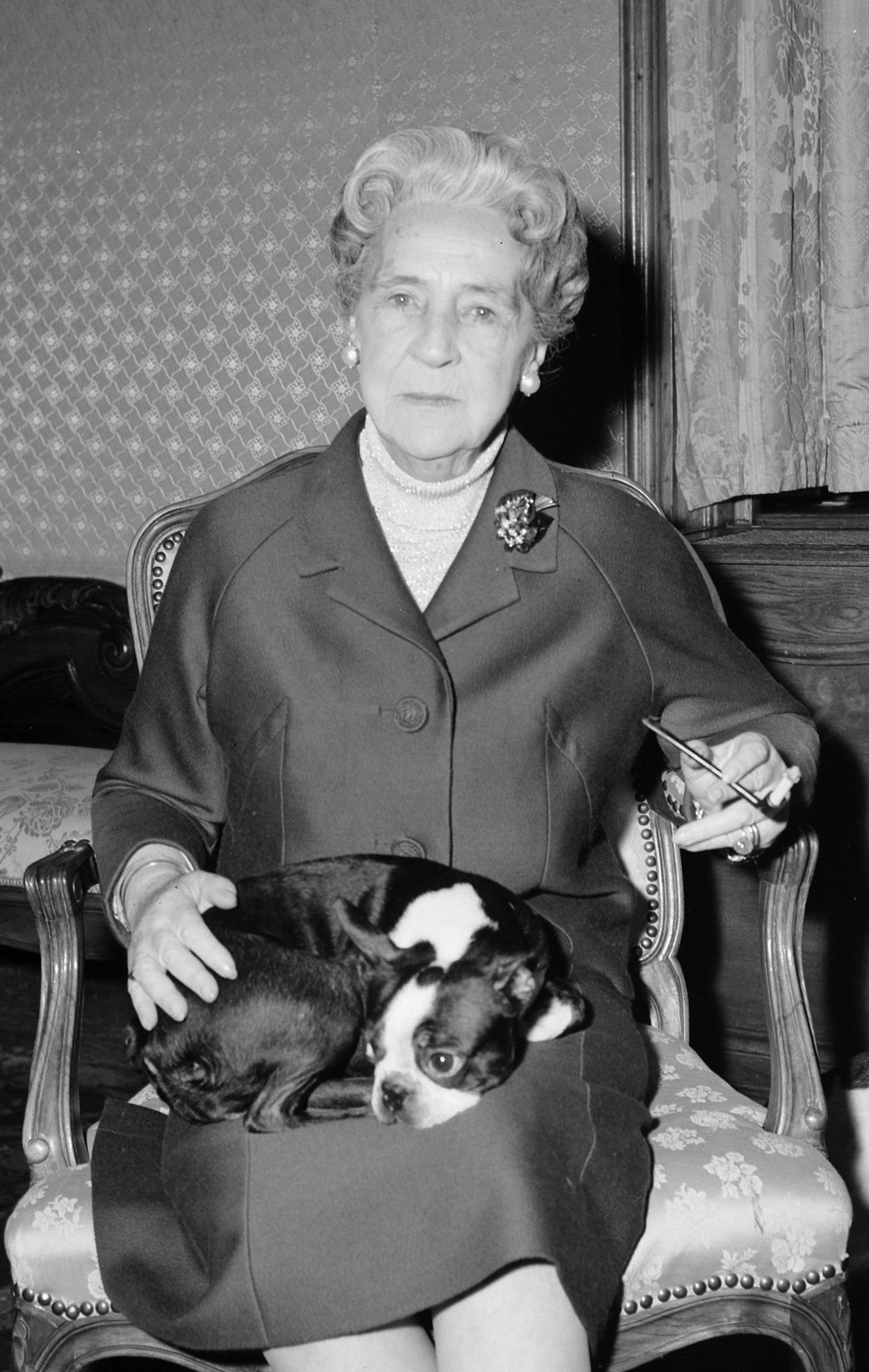
Armgard von Cramm, mãe do príncipe Bernardo

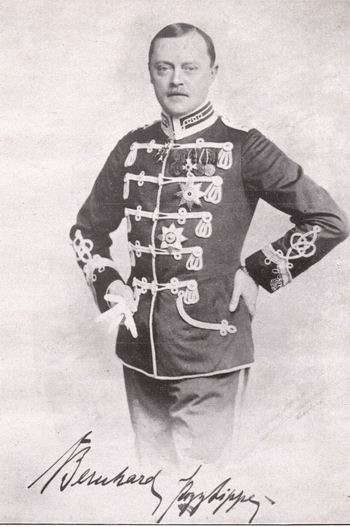
Bernardo de Lipa, pai do príncipe Bernardo

Bernardo estudou direito na Universidade de Lausanne, Suíça, no outono de 1929 até a primavera de 1930, depois em Berlim, depois em Munique no ano seguinte, no outono de 1931, e depois novamente em Berlim. Em Munique, Bernardo se matriculou em 24 de outubro de 1930.  Van der Zijl também destaca a notoriedade da Universidade Luís Maximiliano de Munique como extrema direita, incluindo a expulsão de Albert Einstein como professor na década de 1920 e a proibição precoce de todas as sociedades judaicas. Ela caracteriza a cidade de Munique como o berço do NSDAP. De volta a Berlim, na Friedrich-Wilhelms-Universität, em outubro de 1931, após uma doença grave, ele também pôde se entregar ao seu gosto por carros velozes, passeios a cavalo e safáris de caça de animais de grande porte. Ele quase morreu em um acidente de barco e em um acidente de avião. (Mais tarde, ele sofreu uma fratura no pescoço e costelas esmagadas em um acidente de 160km/h  acidente de carro após seu casamento com a princesa Juliana em 1938). Bernardo foi um membro ativo da Motor-SA e da Deutsche Studentenschaft, onde se inscreveu em 27 de abril de 1933. 
Enquanto estava na universidade em Berlim, no ano de 1933, Bernardo juntou-se ao Partido Nazista, com a data exata em seu cartão de membro sendo 1º de maio de 1933.  Ele também se matriculou na Sturmabteilung (SA), afirmando ao seu biógrafo Sefton Delmer que tal filiação era necessária para se registrar para os exames - mas Van der Zijl ressalta que não houve exames oficiais nesta universidade até 1935. 
Bernardo deixou Berlim em dezembro de 1934, quando se formou, e foi trabalhar para a IG Farben.  Mais tarde, o príncipe negou ter pertencido à SA, ao Reiter-SS (Corpo de Cavalaria da SS) e ao NSKK, mas essas são filiações bem documentadas. Embora não fosse um defensor ferrenho da democracia, o príncipe nunca foi conhecido por ter tido quaisquer opiniões políticas radicais ou expressar quaisquer sentimentos racistas, embora tenha admitido que simpatizou brevemente com o regime de Adolf Hitler.  van der Zijl demonstra claramente que Bernhard fabula repetidamente sobre suas filiações e outras atividades, para reforçar sua posição pós-guerra de que ele nunca teria se juntado voluntariamente a qualquer organização nazista.  Em outubro de 2023, o cartão original de membro do NSDAP de Bernhard foi descoberto em sua antiga residência na Alemanha. 
O príncipe acabou trabalhando para a gigante química alemã IG Farben no início da década de 1930, então a quarta maior empresa do mundo. Em 1932, já havia patrocinado as campanhas eleitorais de Hitler.  Ele se juntou ao departamento de estatística do departamento NW 7 da IG Farben em Berlim, o principal centro de espionagem nazista no exterior (conhecido como VOWI) que evoluiu para o braço de inteligência econômica da Wehrmacht.  Ele se hospedou com o conde Paul von Kotzebue (1884–1966), um nobre russo exilado de ascendência alemã, e sua esposa Allene Tew, que nasceu nos Estados Unidos. Após o treinamento, Bernardo tornou-se secretário em 1935 do conselho de administração do escritório de Paris. 

## Casamento e filhos

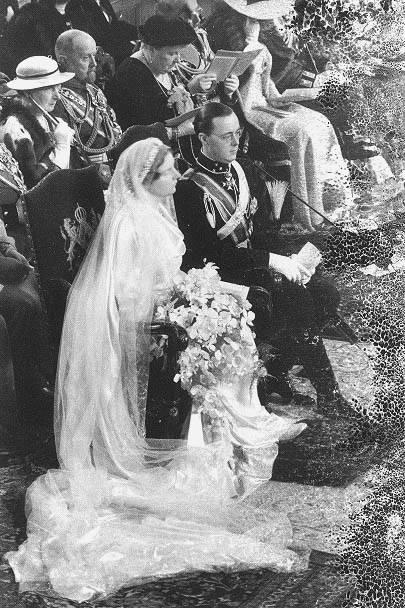
Casamento da Princesa Juliana e do Príncipe Bernardo em 1937

Bernardo conheceu a então princesa Juliana nos Jogos Olímpicos de Inverno de 1936 em Garmisch-Partenkirchen. A mãe de Juliana, a Rainha Guilhermina, passou a maior parte da década de 1930 procurando um marido adequado para Juliana. Como protestante de categoria real (a Casa de Lipa era uma casa soberana no Império Alemão), Bernardo foi considerado aceitável para a devotamente religiosa Guilhermina. Eles eram parentes distantes, primos em sétimo grau, ambos descendentes de Lebrecht, Príncipe de Anhalt-Zeitz-Hoym.  Guilhermina pediu que seus advogados redigissem um acordo pré-nupcial muito detalhado que especificava exatamente o que Bernardo podia e não podia fazer. O noivado do casal foi anunciado em 8 de setembro de 1936, e eles se casaram em Haia em 7 de janeiro de 1937. Anteriormente, Bernardo havia obtido a cidadania holandesa e mudado a grafia de seu nome de alemão para holandês. Anteriormente denominado Alteza Sereníssima, ele se tornou Alteza Real pela lei holandesa. Sua adequação como consorte da futura rainha mais tarde se tornaria uma questão de considerável debate público. 
O príncipe Bernardo foi pai de seis filhos, quatro deles com a rainha Juliana. A filha mais velha é Beatriz (nascida em 1938), que mais tarde se tornou rainha dos Países Baixos. Suas outras filhas com Juliana são Irene (nascida em 1939), Margarida (nascida em 1943) e Cristina (1947–2019). 

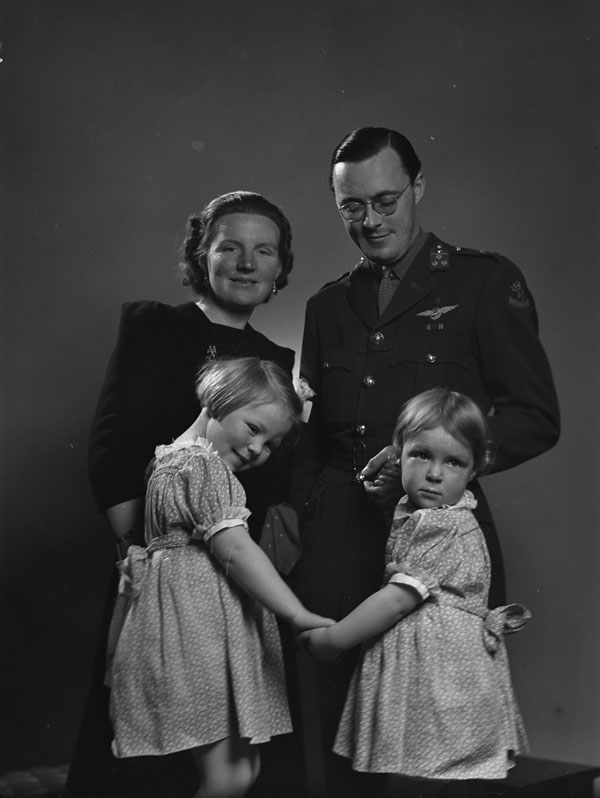
Princesa Juliana e Príncipe Bernardo com suas filhas mais velhas, Princesa Beatriz e Princesa Irene, em Ottawa, em 4 de maio de 1942.

Ele tinha duas filhas "naturais" ou ilegítimas. A primeira é Alicia von Bielefeld (nascida em São Francisco em 21 de junho de 1952). Von Bielefeld tornou-se arquiteta paisagista e vive nos Estados Unidos. Sua sexta filha, Alexia Grinda (também conhecida como Alexia Lejeune ou Alexia Grinda-Lejeune, nascida em Paris em 10 de julho de 1967), é filha de Hélène Grinda, uma socialite e modelo francesa. Embora os rumores sobre essas duas crianças já fossem generalizados, o status delas como filhas foi oficializado após sua morte. Em dezembro de 2004, o historiador holandês Cees Fasseur afirmou que Jonathan Aitken, ex-ministro do gabinete conservador britânico, também é filho do príncipe Bernardo, resultado de seu caso de guerra com Penelope Maffey. 

## Década de 1930: Relação com o Partido Nazista
O príncipe Bernardo era membro da "Reiter-SS", uma unidade montada da SS, parte do Corpo Motorizado Nacional Socialista. O historiador Flip Maarschalkerweerd descobriu um cartão de arquivo de membro do NSDAP que mostrava que ele havia sido membro do NSDAP, também conhecido como Partido Nazista, de abril de 1933 a junho de 1934 e novamente de novembro de 1934 a janeiro de 1937.   Seu cartão de membro do Partido Nazista foi encontrado em seus pertences após sua morte.  Bernardo negou ter sido um membro pago ou ativo do partido nazista durante toda a sua vida, embora tenha admitido fazer parte do movimento como parte da Sturmabteilung, ele alegou que era necessário que ele fosse membro desta organização enquanto estudante na universidade. Ele também alegou ter cortado todos os laços com o regime nazista em 1936, quando se casou com a princesa Juliana dos Países Baixos. Em entrevistas, ele afirmou que seu irmão Aschwin era um verdadeiro nazista na época, mas que ele era nazista apenas no papel. 
Vários membros de sua família e amigos estavam alinhados com os nazistas antes da Segunda Guerra Mundial, e vários deles compareceram ao casamento real. O protocolo exigia que o futuro príncipe consorte fosse convidado para uma audiência com seu chefe de estado, que era Adolf Hitler . Hitler relatou a conversa que teve com Bernardo  em suas Tischgespräche (Conversas à Mesa). O livro era uma coleção de monólogos, observações e discursos que Hitler fazia durante o almoço ou jantar para aqueles que ele havia convidado. Nessas notas, Hitler teria dito que Bernardo o abordou, logo após o início do regime nazista, com uma oferta de apoio para aumentar a influência alemã na Holanda. 
Quando perguntado em uma entrevista em 2004 por que ele mudou de lado e começou a lutar contra sua terra natal, a Alemanha, Bernardo afirmou que não acreditava que Hitler e seu regime não tivessem planos de invadir a Holanda. Depois que a Alemanha atacou sua nova pátria, a Holanda, em 1940; os sentimentos de Bernardo em relação ao seu país natal, a Alemanha, mudaram para antagonismo, e ele não teve problemas em lutar contra a Alemanha pelo resto da guerra. 

## Segunda Guerra Mundial: resistência holandesa, a inteligência britânica e o serviço secreto dos EUA

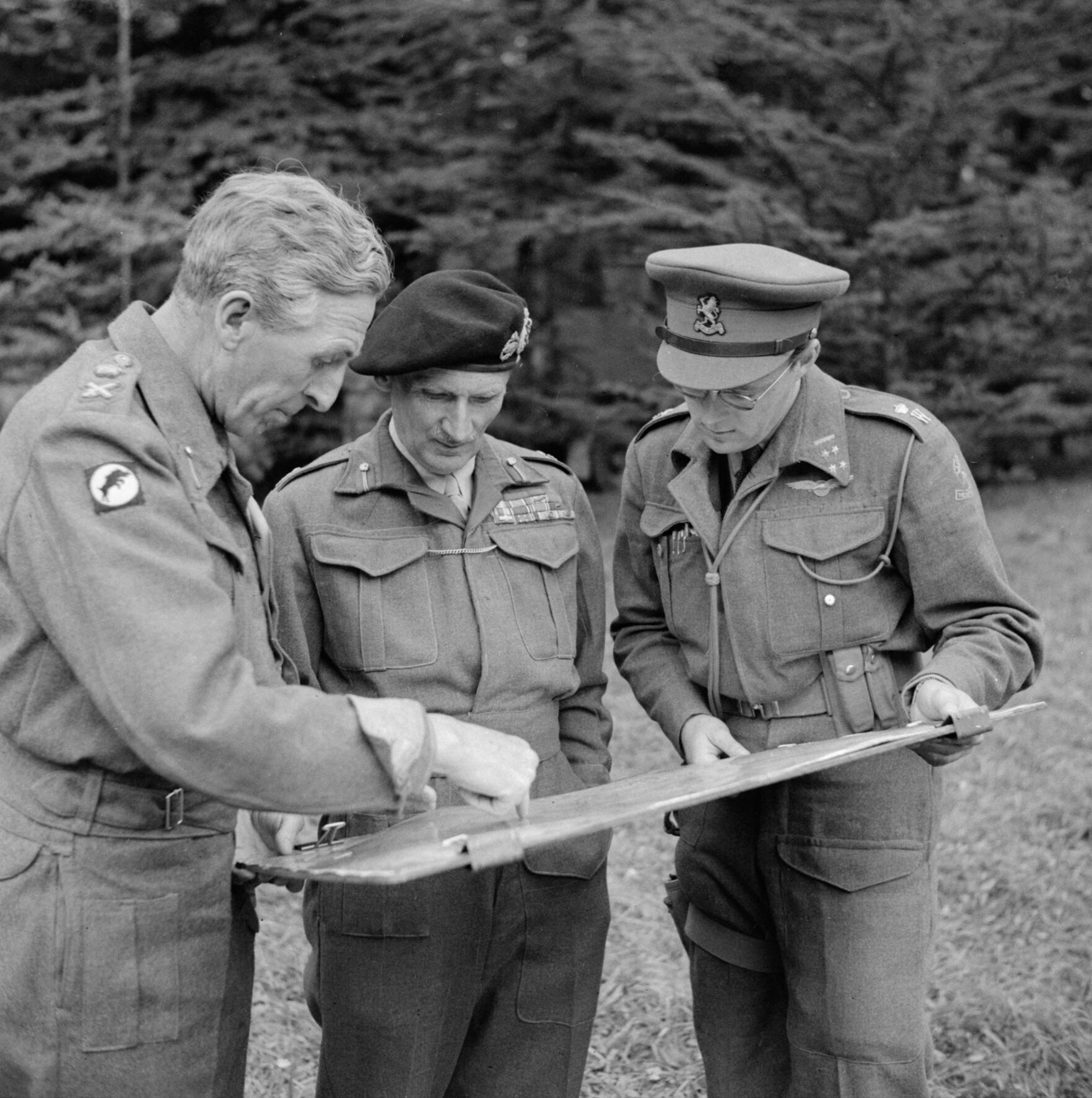
General Brian Horrocks, Marechal de Campo Bernard Montgomery e Príncipe Bernardo antes da Operação Market Garden em 8 de setembro de 1944

No início da Segunda Guerra Mundial, durante a invasão alemã da Holanda; o príncipe, portando uma metralhadora, organizou os guardas do palácio em um grupo de combate e atirou em aviões de guerra alemães. A família real fugiu da Holanda e se refugiou na Inglaterra. Discordando da decisão da Rainha Guilhermina de deixar o Reino, o príncipe, de 28 anos, teria inicialmente se recusado a ir e queria se opor à ocupação alemã de dentro do país. No entanto, no final, ele concordou em se juntar à esposa e se tornou chefe da Missão Militar Real baseada em Londres. Sua esposa, a princesa Juliana, e seus filhos seguiram para o Canadá, onde permaneceram até o fim da guerra. 
Na Inglaterra, o príncipe Bernardo pediu para trabalhar na Inteligência Britânica. O Almirantado de Guerra e, mais tarde, os escritórios do Comando Aliado do General Eisenhower não confiavam nele o suficiente para lhe permitir acesso a informações confidenciais de inteligência. Por recomendação do amigo e admirador de Bernardo, o Rei Jorge VI, que também era descendente de aristocratas alemães por meio de sua mãe, Maria de Teck, ele obteve acesso à organização de Inteligência. 
O príncipe Bernardo foi pessoalmente examinado pelo oficial de inteligência britânico Ian Fleming, a pedido de Winston Churchill. Depois que o teste de Fleming deu positivo, ele recebeu trabalho para fazer nos Conselhos de Planejamento de Guerra dos Aliados. 
Ian Fleming, que conheceu Bernardo pessoalmente por meio de seus esforços de guerra e dos almoços no Lincoln's Inn Hotel, em Londres, baseou algumas características de seu personagem fictício James Bond em Bernardo. Um de seus almoços é explicado na biografia de Ian Fleming escrita por Andrew Lycett. Na verdade, isso resultou em um evento com risco de vida, já que a entrada e uma escadaria de 200 anos foram destruídas durante o bombardeio de Londres pelos nazistas. Ninguém ficou ferido. O príncipe Bernardo então se abaixou 6 metros até o ponto mais baixo da escada e disse com firmeza e com uma mistura de estilo holandês/britânico, enquanto nada acontecia: "Uma noite muito agradável!" A bebida favorita de Bernardo durante seu encontro com Ian Fleming era um martini de vodca batido, não mexido. O carro favorito de Bernard em Londres era um Bentley de 4,5 litros, o mesmo carro que Bond tinha nos primeiros livros de Fleming. Ele também possuía muitas Ferraris e vários Aston Martins e era conhecido por sua personalidade extravagante.  

Bernardo também teve um relacionamento próximo com os americanos durante a guerra, que continuou depois da guerra em seu trabalho como presidente da conferência Bilderberg. Ele trabalhou e continuou amigo de Walter Bedell Smith e Allen Dulles, ambos trabalhando para o Exército dos EUA durante a guerra e mais tarde na CIA. Ele conheceu os presidentes dos EUA Roosevelt e Eisenhower. Bernardo também se tornou conhecido do embaixador Joseph Kennedy devido ao seu papel como elo entre a Europa e os EUA, conexão com a inteligência, multinacionais e realeza europeia. 
"Para Bernardo, o Príncipe dos Países Baixos, a guerra foi um negócio frustrante. Nascido alemão, casou-se com a única filha da rainha Guilhermina, a princesa Juliana, e no devido tempo fez uma transição consciente e significativa de lealdade à sua nova pátria. Por causa disso, e tendo em vista as dúvidas que sua formação inicialmente evocou entre alguns britânicos, ele ansiava mais do que ninguém por uma chance de atacar os agressores da Holanda." Erik Hazelhoff Roelfzema, também conhecido como "Soldado de Orange", herói de guerra condecorado.
Em 25 de junho de 1940, três dias após a França cair diante da máquina de guerra alemã, Bernardo falou no Serviço Internacional da BBC. Ele chamou Hitler de tirano alemão e expressou sua confiança de que a Grã-Bretanha derrotaria o Terceiro Reich. 
Em 1940, o tenente de voo Murray Payne deu ao príncipe instruções sobre como pilotar um Spitfire. O príncipe fez 1.000 horas de voo em um Spitfire com o Esquadrão Nº 322 (holandês) da RAF, destruindo dois aviões durante pousos. Ele permaneceu como piloto ativo durante toda a vida e voou seu último avião 53 anos depois, com seu neto e herdeiro do trono, que herdou sua paixão por voar. 
Em 1941, o príncipe Bernardo recebeu o título honorário de comandante de ala na Força Aérea Real. Como "Wing Commander Gibbs (RAF)", o príncipe Bernardo sobrevoou a Europa ocupada, atacando plataformas de lançamento V-1 em um B-24 Liberator, bombardeando Pisa e enfrentando submarinos sobre o Atlântico em um B-25 Mitchell, e conduzindo reconhecimento sobre territórios inimigos em um L-5 Grasshopper . O príncipe Bernardo foi condecorado com a Cruz do Aviador Holandês por sua "habilidade e perseverança" (em holandês: "bekwaamheid en volharding").  Em 1941, ele também recebeu uma promoção a Comodoro Aéreo Honorário. 
Ele também ajudou a organizar o movimento de resistência holandês e atuou como secretário pessoal da Rainha Guilhermina. 
A rainha Guilhermina apagou o estilo "honorário" (as palavras exatas eram "à la suite") no decreto que promovia Bernardo a general. Dessa forma inconstitucional, ela deu a este Príncipe Real um status que nunca foi pretendido nem pelo Parlamento nem por seus Ministros. O Ministro da Defesa não decidiu corrigir o Monarca, e o Príncipe assumiu um papel ativo e importante nas forças armadas holandesas. 
Em 1944, o príncipe Bernardo tornou-se comandante das Forças Armadas Holandesas. Após a libertação dos Países Baixos, ele retornou com sua família e se tornou ativo nas negociações para a rendição alemã. Ele esteve presente durante as negociações do Armistício e da rendição alemã no Hotel de Wereld, Wageningen, na Holanda, em 5 de maio de 1945, onde evitou falar alemão.  

## Pós-guerra

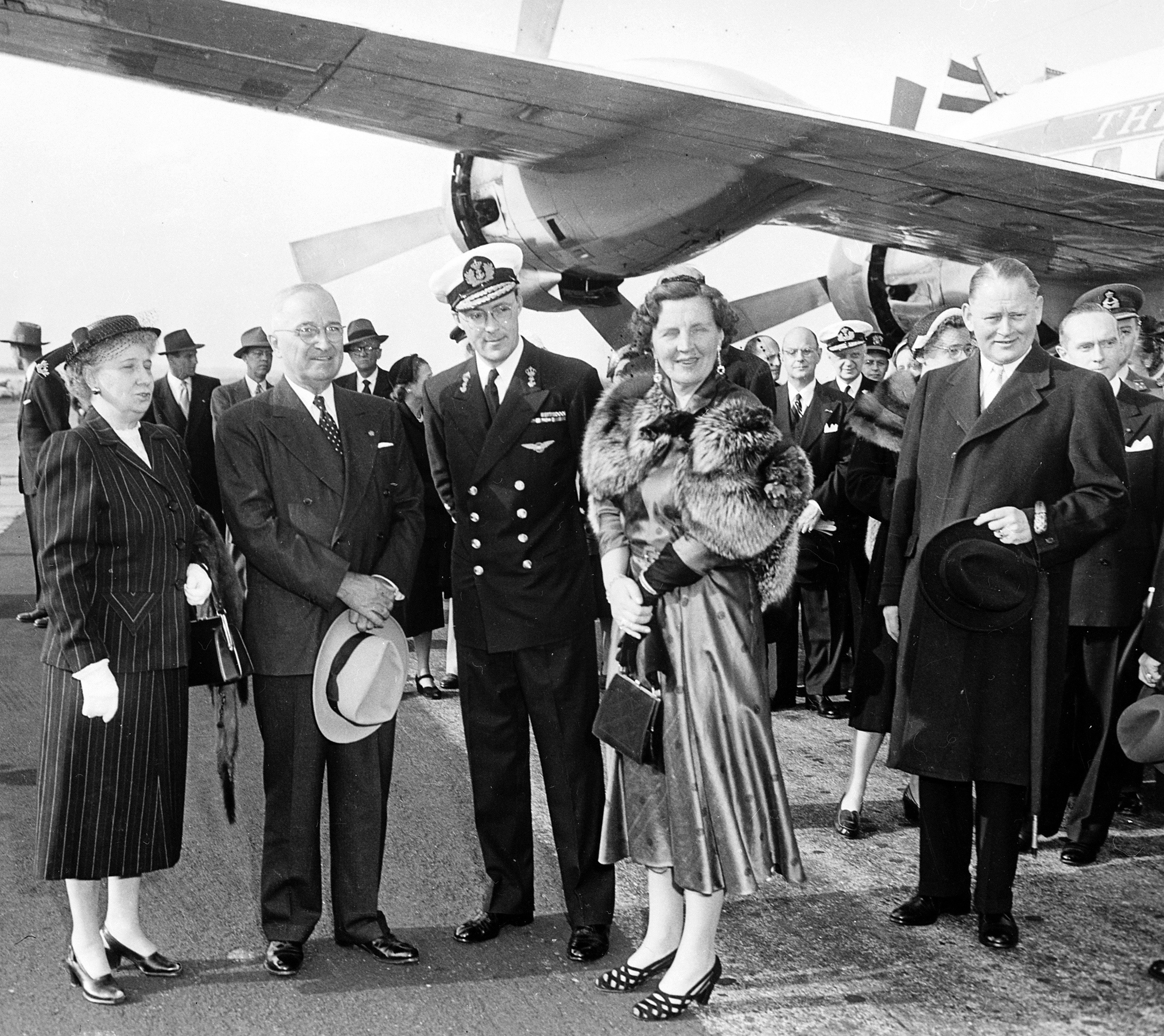
Rainha Juliana e Príncipe Bernardo com o Presidente dos Estados Unidos Harry S. Truman e a Primeira Dama Bess Truman no Aeroporto Nacional de Washington em 2 de abril de 1952

Após a Guerra, o cargo de Inspetor Geral foi criado para o Príncipe. Em 4 de setembro de 1948, sua sogra, a rainha Guilhermina, abdicou do trono e Juliana se tornou rainha dos Países Baixos, com Bernardo se tornando príncipe consorte. Ele foi nomeado membro dos conselhos de supervisão da Fokker Aircraft e da KLM Royal Dutch Airlines e, em poucos anos, foi convidado para atuar como consultor ou diretor não executivo de diversas corporações e instituições. Houve alegações de que a KLM ajudou os nazistas a deixar a Alemanha para a Argentina em voos da KLM enquanto Bernardo estava a bordo.  Após uma viagem com a Rainha Juliana aos Estados Unidos em 1952, o Príncipe Bernardo foi saudado pela mídia como um embaixador empresarial extraordinário para a Holanda. 

## Bilderberg

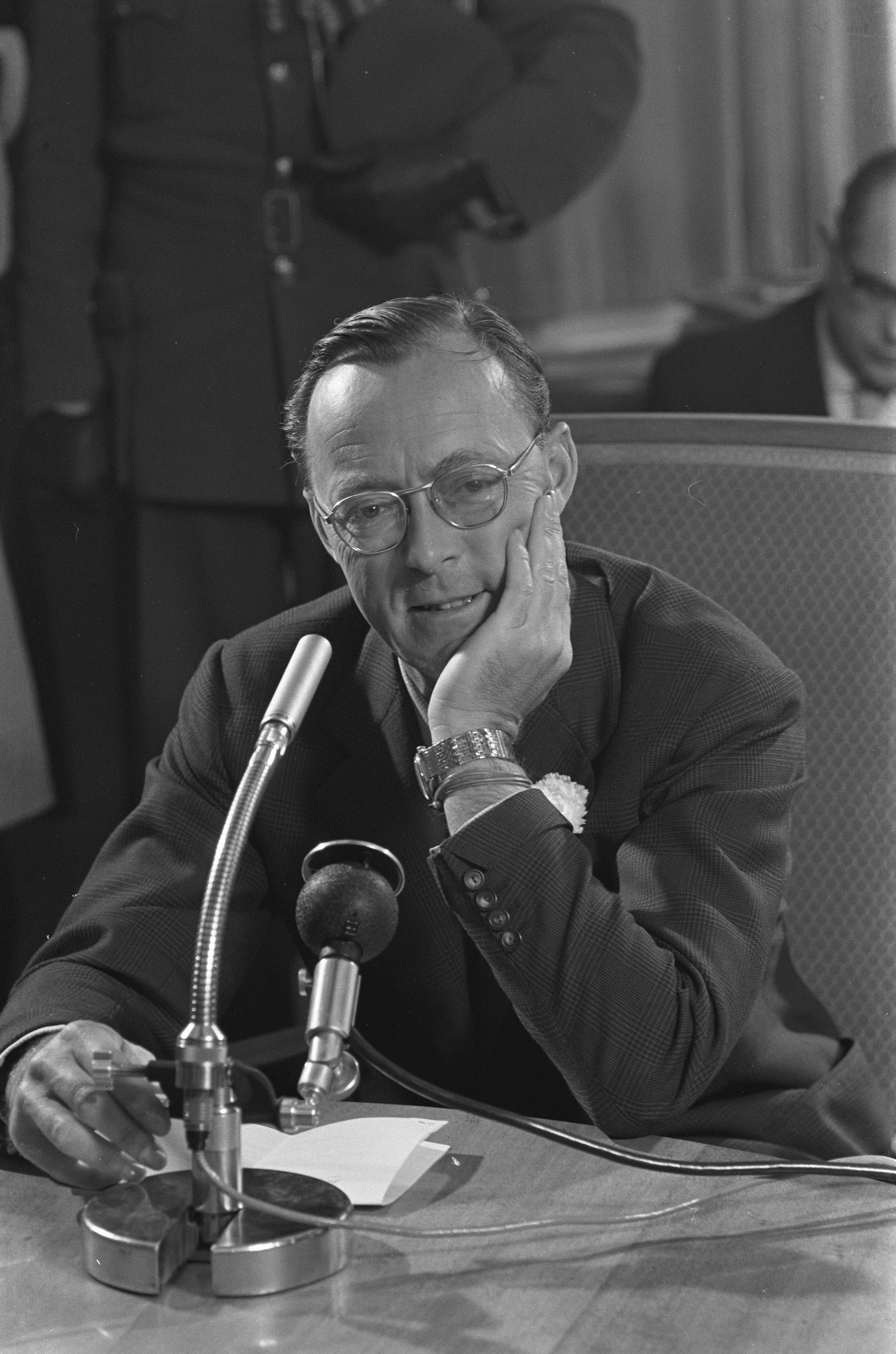
Príncipe Bernardo no Aeroporto Schiphol de Amsterdã em 4 de novembro de 1959.

No início de 1951, o diplomata polonês Józef Retinger contatou o príncipe Berhard com a ideia de criar uma conferência internacional entre os maiores influenciadores europeus e americanos para criar um melhor relacionamento entre a Europa e os Estados Unidos. Isso levou a uma reunião informal em Paris em 1952, onde discutiram a ideia com Paul Rijkens, da Unilever, Paul van Zeeland, um dos fundadores da UE e conselheiro da OTAN e do governo belga, o general aposentado do exército britânico Colin Gubbins, da operação militar especial, o ex-primeiro-ministro francês Antoine Pinay, o líder conservador dinamarquês Kraft e outros cinco políticos. Depois disso, Bernardo contatou Walter Bedell Smith, diretor da CIA e velho amigo de guerra, para ajudá-lo a começar as coisas nos EUA. Bedell Smith ficou feliz em ajudar a organizar esta reunião e envolveu o especialista em mídia Charles Douglas Jackson no projeto. O banqueiro David Rockefeller também teve um papel importante na criação do Bilderberg. Finalmente, em maio de 1954, Bernardo foi o organizador e presidente do primeiro Bilderberg e essencial na organização de uma reunião no Hotel Bilderberg, na Holanda, para a elite empresarial e os intelectuais do mundo ocidental discutirem os problemas económicos face ao que eles caracterizaram como a crescente ameaça do comunismo.  Esta primeira reunião foi um sucesso e se tornou um encontro anual conhecido como Grupo Bilderberg. A ideia da União Europeia, proposta pela primeira vez por Robert Schuman em 9 de maio de 1950, foi encorajada em Bilderberg. 
O príncipe Bernardo era uma pessoa muito franca que frequentemente desrespeitava o protocolo ao fazer comentários sobre assuntos pelos quais sentia profundamente. Quase até seu último dia, ele pediu mais reconhecimento aos veteranos poloneses da Segunda Guerra Mundial, que tiveram grande importância na libertação dos Países Baixos. Mas foi só depois da sua morte que o Governo holandês reconheceu publicamente o importante papel do Exército Polaco na libertação: a 31 de Maio de 2006, no Binnenhof, em Haia, a Rainha Beatriz conferiu a Ordem Militar de Guilherme, a mais alta condecoração militar holandesa, à 1.ª Brigada Paraquedista Independente Polonesa.  O prêmio agora é usado pela 6ª Brigada Aerotransportada, que herdou as honras de batalha da brigada.

## Presidente do World Wide Fund for Nature
O príncipe Bernardo ajudou a fundar a WWF e foi o primeiro presidente da WWF desde sua fundação, em 1961, até 1976. Para financiar a WWF, ele criou o clube 1001 em 1970. Era um clube exclusivo de membros que ajudou a arrecadar US$ 10 milhões para a WWF, incluindo pessoas como Henry Ford, Gianni Agnelli e Alfred Heineken. Ele esteve profundamente envolvido na criação de inúmeras reservas naturais, incluindo o Parque Nacional de Chitwan no Nepal, reservas de tigres na Índia, o Parque Nacional de Biebrza na Polônia e o Parque Nacional de Taï na Costa do Marfim. 

## Amizades e conexões internacionais
O príncipe Bernardo foi visto como um embaixador carismático e jet-set dos holandeses durante a reconstrução do pós-guerra.   Ele era conhecido por sua coleção exclusiva de carros, que incluía edições especiais da Ferrari feitas para ele por seu amigo Enzo Ferrari, e por seu amor por competições de corrida como a Fórmula 1. Ele possuía 14 Ferraris   Berhard viajou ao redor do mundo, tinha seu próprio avião e tinha licença para voar, tendo feito parte da Força Aérea Real durante a guerra. Após a guerra, ele comprou um Douglas C-47 Skytrain do exército dos EUA e o usou como seu avião pessoal.  Ele viajou para lugares como França, Itália, Argentina, África, Inglaterra e EUA, onde tinha muitos amigos em altos cargos. Suas habilidades linguísticas incluíam holandês, alemão, francês, inglês e espanhol. O príncipe Bernardo teria mantido amizades com várias figuras internacionais de destaque. Eles incluíram Nelson Mandela devido ao seu interesse em Parques Nacionais e trabalho para o WWF,     David Rockefeller como um de seus colegas em Bilderberg,    Mohammad Reza Xá Pahlavi,   Eva Perón fez parte de sua conexão com a Argentina,  Enzo Ferrari   e Gianni Agnelli devido ao seu interesse em carros e corridas,  Ian Fleming,    Walter Bedell Smith.   e Allen Dulles devido ao seu tempo em Londres durante a guerra, trabalhando com a inteligência britânica e norte-americana e com o exército/resistência holandês. 

## Escândalos e rumores

### Caso Hofmans
Em meados da década de 1950, o casamento da Rainha Juliana e do Príncipe Bernardo enfrentou tensões significativas devido à influência contínua de Greet Hofmans, uma curandeira e aplicadora de mãos. Durante nove anos, ela atuou como confidente e conselheira da Rainha Juliana, muitas vezes residindo no Palácio Soestdijk. Originalmente, Hofmans foi apresentado à Rainha Juliana por iniciativa do Príncipe Bernardo em 1948 para tratar uma doença ocular de sua filha mais nova, a Princesa Christina (na época ainda chamada de Marijke). Essa doença surgiu porque Juliana foi infectada com rubéola durante a gravidez. Hofmans desenvolveu uma grande influência sobre a rainha, incentivando ideias pacifistas. No período da Guerra Fria, isso causou uma crise na Casa Real. 
Embora a imprensa holandesa não tenha divulgado amplamente o assunto, fora dos Países Baixos muito foi escrito sobre o caso Hofmans. Em 13 de junho de 1956, um artigo foi publicado na revista alemã Der Spiegel, intitulado " Zwischen Königin und Rasputin" - "entre a Rainha e seu Rasputin". Ele retratou Hofmans de uma forma nada lisonjeira. Mais tarde, Bernardo admitiu que havia fornecido pessoalmente as informações para o artigo. Observadores disseram que, ao fazer isso, ele esperava que Hofmans fosse removido do tribunal. Diante da escalada das tensões, o primeiro-ministro Willem Drees nomeou um comitê de "três homens sábios" (estadistas mais velhos) para aconselhar o casal real. Hofmans foi banido, assim como vários aliados e apoiadores que ganharam destaque dentro da Casa Real. 

Em 2008, o relatório dos "três reis magos" foi tornado público. O historiador Cees Fasseur utilizou-o para seu livro Juliana & Bernhard (2008); além disso, a rainha lhe concedeu acesso ao arquivo real privado. Ele observou que Bernardo foi repreendido em 1956 por ter vazado informações confidenciais para a imprensa internacional. Fasseur disse que Bernardo recorreu à imprensa internacional somente após repetidos, desesperados e muitas vezes dramáticos apelos à esposa para que se distanciasse do grupo Hofmans. Fasseur escreveu:
"Bernardo era obviamente um sujeito de espírito livre, que cuidava de seus negócios de forma independente. Mas ele ainda era um homem de família. Tive a sensação de que ele era o único que estava vendo que as coisas estavam ficando completamente fora de controle e tentou salvar a situação o máximo que pôde.."

### Escândalo da Lockheed

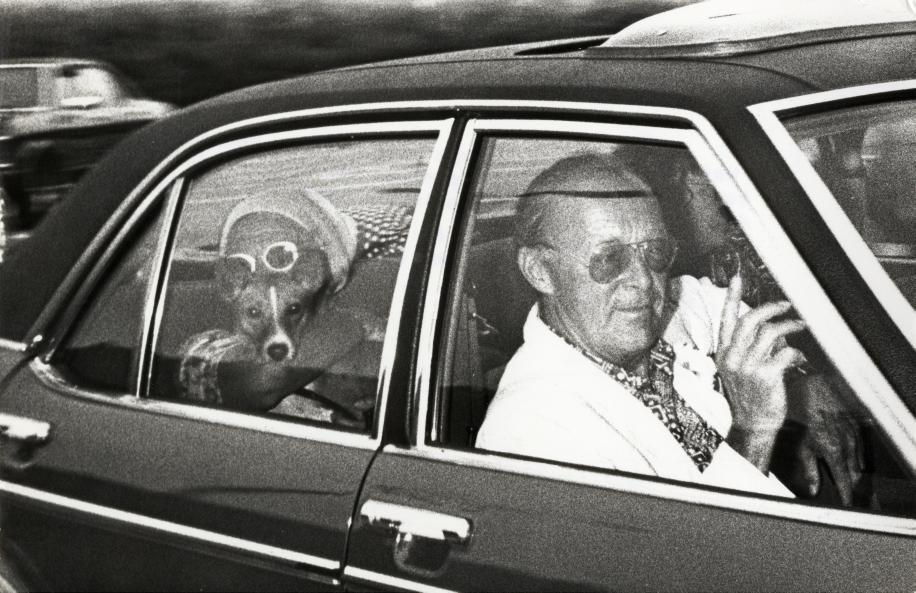
Rainha Juliana e Príncipe Bernardo retornando de Porto Ercole, Itália, devido aos acontecimentos no escândalo da Lockheed em 26 de agosto de 1976.

Um escândalo abalou a família real em 1976, quando a imprensa noticiou que o príncipe Bernardo havia aceitado um suborno de US$ 1,1 milhão da fabricante de aeronaves norte-americana Lockheed Corporation para influenciar a compra de caças pelo governo holandês. Na época, ele atuou em mais de 300 conselhos e comitês corporativos no mundo todo e foi elogiado na Holanda por seus esforços para promover o bem-estar econômico do país. O primeiro-ministro dos Países Baixos, Joop den Uyl, ordenou um inquérito sobre o caso Lockheed. O príncipe Bernardo recusou-se a responder às perguntas dos repórteres, afirmando: "Estou acima dessas coisas".  
A imprensa holandesa e internacional estamparam as manchetes das histórias durante meses. Eles também trouxeram registros da filiação do príncipe Bernardo à Reiter SS  e detalhes de seus inúmeros casos extraconjugais. Eles notaram que ele havia comprado um luxuoso apartamento em Paris para sua amante Hélène Grinda (neta de Édouard Grinda), com quem teve uma filha, Alexia, que era ilegítima. Bernardo teve uma filha ilegítima mais velha, Alicia, nascida nos Estados Unidos (com um piloto alemão que ele conheceu no México em 1951). 
Em 26 de agosto de 1976, um relatório completo das atividades do príncipe Bernardo foi divulgado para um público holandês chocado. A carta do próprio príncipe, de 1974, à Lockheed Corporation, foi divulgada; ele exigia que "comissões" fossem pagas a ele nas compras de aeronaves do governo holandês. Esta foi uma evidência muito prejudicial da conduta imprópria do homem que era Inspetor-Geral das Forças Armadas Holandesas. Por respeito à Rainha Juliana, o governo não apresentou queixa contra Bernardo. 
O príncipe Bernardo renunciou ao cargo de Inspetor-Geral das Forças Armadas Holandesas. Ele não estava mais oficialmente autorizado a usar uniforme em público.  Porém alguns anos depois, ele estava em traje militar completo quando compareceu ao funeral de Lord Mountbatten em Londres, em 1979.
O primeiro-ministro Joop den Uyl fez uma declaração no Parlamento e disse aos delegados que o príncipe também renunciaria a vários cargos de alto nível em empresas, instituições de caridade e outras instituições. Os Estados Gerais holandeses votaram contra o processo criminal. O príncipe Bernardo entregou a presidência do World Wide Fund for Nature ao Príncipe Filipe, Duque de Edimburgo. 
Em uma entrevista publicada após sua morte, em 14 de dezembro de 2004, o príncipe Bernardo admitiu ter aceitado mais de um milhão de dólares (EUA) em subornos da Lockheed. Ele reconheceu que foi um erro e afirmou que todo o dinheiro foi para a WWF. Ele disse: "Aceitei que a palavra Lockheed fosse gravada na minha lápide."  Ele também confirmou ter sido pai de duas filhas ilegítimas. 
Em fevereiro de 2008, a biografia de Joop den Uyl alegou que o relatório oficial que investigava o escândalo de suborno da Lockheed também apresentava provas de que o príncipe havia aceitado dinheiro de outra empresa aeroespacial: a Northrop. O antigo primeiro-ministro alegou que não tinha tornado a informação pública para proteger a monarquia holandesa. 

### Projeto Lock

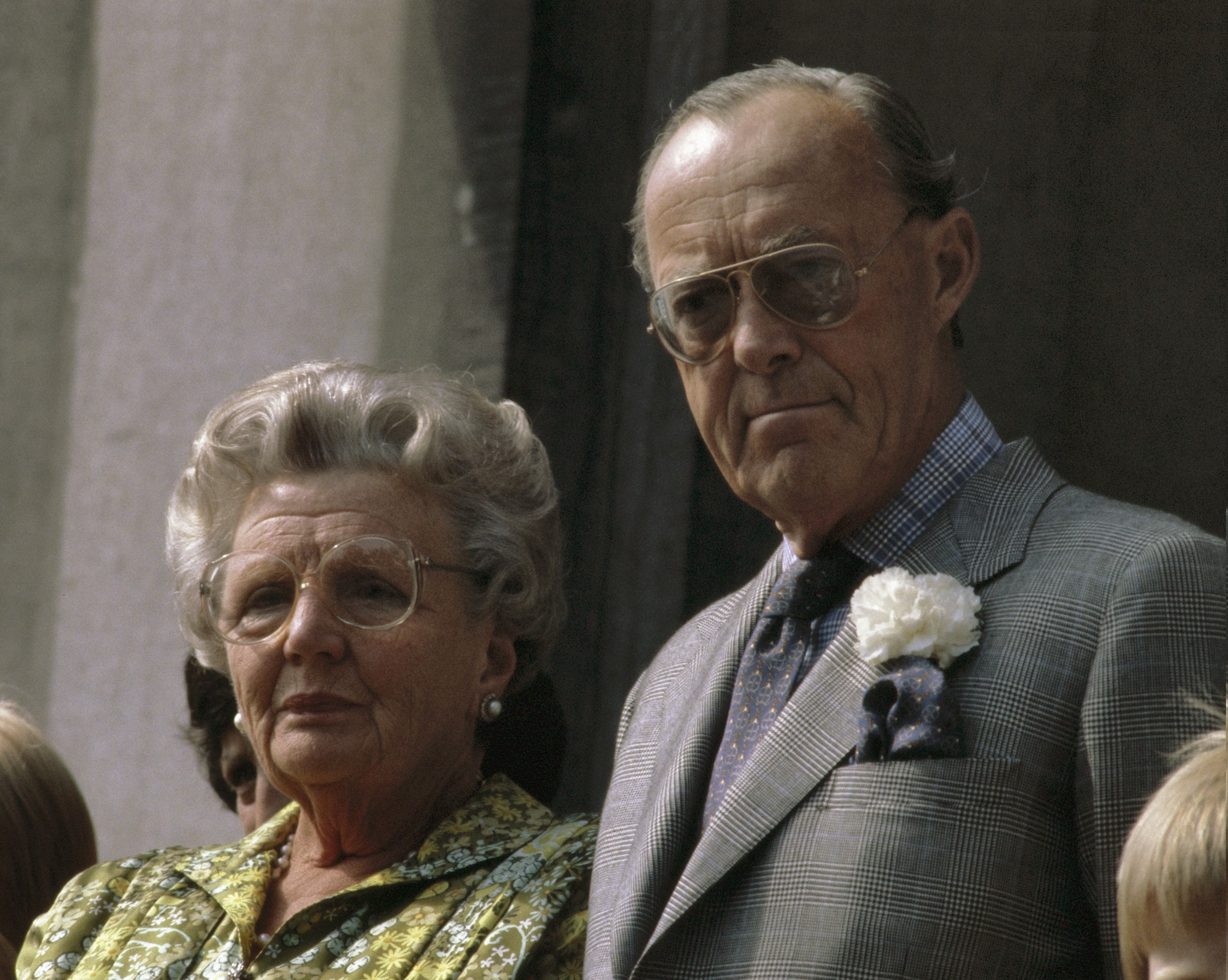
Princesa Juliana e Príncipe Bernardo no Palácio de Soestdijk em 31 de maio de 1980.

Em 1988, o príncipe Bernardo e a princesa Juliana venderam duas pinturas de sua coleção pessoal para arrecadar fundos para o World Wide Fund for Nature. As pinturas foram vendidas por £700.000, que foram depositadas em uma conta bancária suíça do WWF. Em 1989, no entanto, Charles de Haes, Diretor-Geral do WWF, transferiu £500.000 de volta para Bernardo, para o que De Haes chamou de projeto privado. Em 1991, os jornais relataram o que era esse projeto privado: o príncipe Bernardo havia contratado a KAS International, de propriedade do fundador do Serviço Aéreo Especial, Sir David Stirling, para usar mercenários – principalmente britânicos – para combater caçadores furtivos em reservas naturais.  O grupo paramilitar se infiltrou em organizações que lucram com o comércio ilegal de marfim para prendê-las.
No entanto, o Projeto Lock parece ter saído pela culatra. Os mercenários contratados não apenas se infiltraram no comércio ilegal, como também estavam participando dele. 
Em 1995, Nelson Mandela apelou à Comissão Kumleben para investigar, entre outras coisas, o papel do WWF no apartheid na África do Sul. No relatório que se seguiu, foi sugerido que mercenários do Projeto Lock planejaram assassinatos de membros do CNA e que mercenários estavam administrando campos de treinamento nas reservas de vida selvagem, treinando combatentes dos grupos anticomunistas UNITA e Renamo.  O príncipe Bernardo nunca foi acusado de nenhum crime neste contexto, mas o escândalo do Projeto Lock impactou negativamente a reputação do príncipe. 

### Controvérsias e rumores adicionais
A publicação de 2009 HRH: High Stakes at the Court of His Royal Highness, do historiador Harry Veenendaal e do jornalista Jort Kelder, alega que o príncipe, em 1950, tentou derrubar o jovem governo da recém-fundada República da Indonésia e se colocar para liderar as ilhas como vice-rei, semelhante ao papel de Lord Mountbatten na Índia Britânica. Isto foi particularmente controverso porque em 1949 os Países Baixos já tinham reconhecido oficialmente a sua antiga colónia como uma nação independente. 
Uma biografia de 2016 de Jolande Withuis sobre a rainha Juliana, intitulada Juliana, apresentou outros rumores, incluindo que Bernardo já havia abusado sexualmente de uma menor, que ele havia se recusado a se divorciar da rainha duas vezes e que mais tarde, durante seus últimos anos de vida, ele proibiu Juliana de vê-lo. 

## Vida posterior e morte

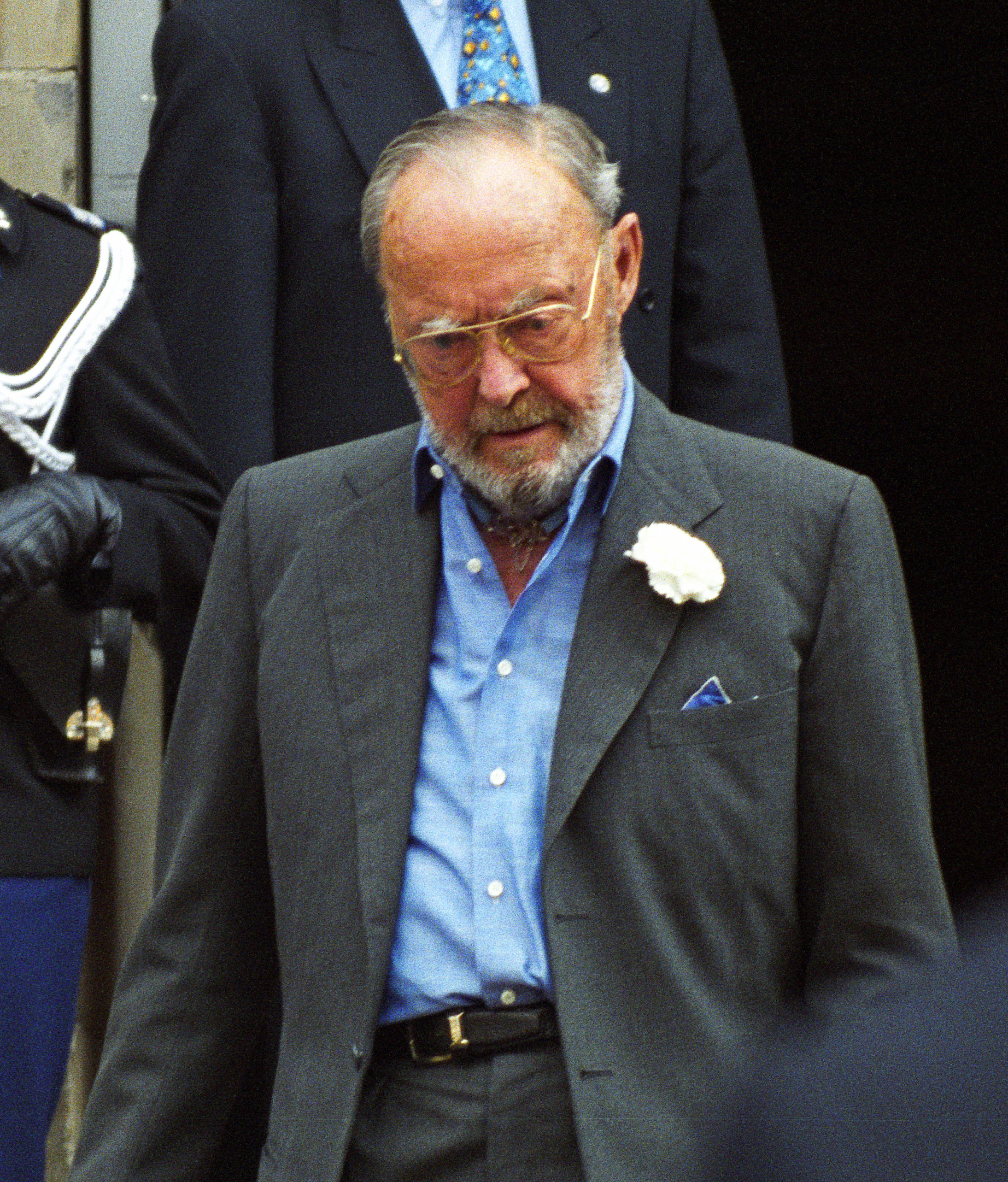
Príncipe Bernardo usando seu cravo característico em Amsterdã em 6 de julho de 1999.

Em 1994, o príncipe teve um tumor de cólon removido e sofreu complicações graves devido à dificuldade respiratória. Em dezembro, sua filha, a Rainha Beatriz, foi levada às pressas para o hospital logo após desembarcar de uma viagem à África. No Natal, a perspectiva da morte havia desaparecido e, na primavera do ano seguinte, ele se recuperou o suficiente para voltar para casa. Seus problemas de saúde continuaram em 1998, quando ele teve um inchaço na próstata e em 1999, quando ele teve dificuldades para respirar e falar. No entanto, ele compareceu ao casamento do neto, logo após passar por uma cirurgia de próstata. Em 2000, sua vida ficou novamente em risco quando ele sofreu complicações neurológicas e continuou com problemas respiratórios. Dois dias após atendimento médico intensivo, o Gabinete de Imprensa Real emitiu uma declaração informando que o príncipe estava lendo jornais novamente. 

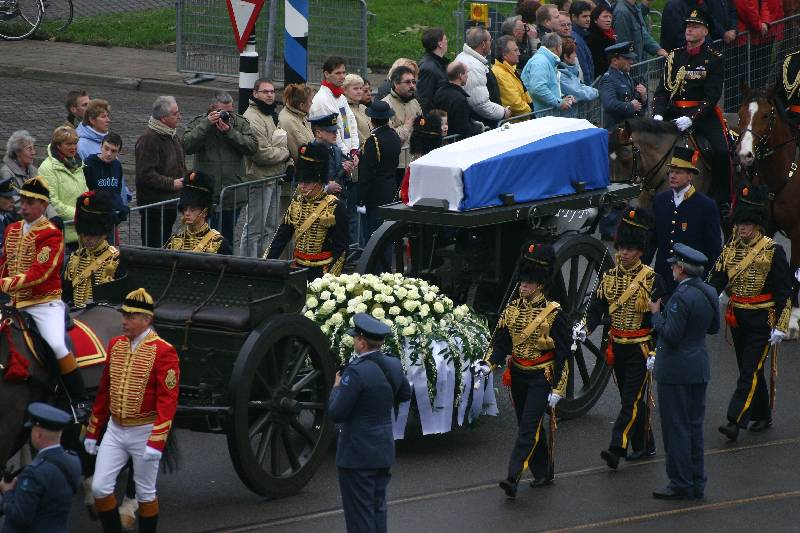
O funeral de estado do príncipe Bernardo em Delft em 11 de dezembro de 2004.

Nos anos seguintes, Bernardo continuou a aparecer nos desfiles militares no dia da libertação nacional, comemorando a derrota da Alemanha Nazista. Somente quando Juliana morreu em março de 2004 é que Bernardo se tornou extremamente frágil. Até o último momento, não havia certeza se ele poderia comparecer ao funeral real, mas ele finalmente conseguiu comparecer. Ele disse seu último adeus aos seus companheiros de guerra no Dia da Libertação em maio e em novembro do mesmo ano foi diagnosticado com câncer intratável. 
Bernardo morreu de câncer de pulmão aos 93 anos no Centro Médico Universitário de Utrecht, em Utrecht, em 1º de dezembro de 2004. Dez dias depois, ele foi enterrado com um funeral de estado na Nieuwe Kerk, Delft. O funeral de Bernardo foi diferente do de Príncipe Claus e da Rainha Juliana, pois o caixão de Bernardo foi transportado no trem de pouso de um canhão, em vez da carruagem tradicional usada quando os caixões do Príncipe Claus e da Rainha Juliana foram transportados para Delft. Junto com a execução de muitas marchas militares e a formação de guardas de honra por veteranos da Segunda Guerra Mundial, isso deu ao cortejo fúnebre um caráter militar, como o falecido príncipe, um veterano da Segunda Guerra Mundial, desejava. Como homenagem final ao seu antigo papel militar na Força Aérea Real Holandesa, três modernos caças F-16 e um avião Spitfire da Segunda Guerra Mundial realizaram um sobrevoo baixo durante o funeral em uma clássica formação missing man. 

## Na cultura popular
Nos anos seguintes à morte de Bernardo, sua história de vida serviu de inspiração para a literatura, o teatro, a televisão e as histórias em quadrinhos.  Em 2010, fatos e ficção da vida de Bernardo foram retratados em uma série de televisão holandesa. Numa dissertação biográfica da jornalista e historiadora holandesa Annejet van der Zijl publicada em Março de 2010, Bernardo foi chamado de "um fracasso" na história da família real holandesa e uma "criatura dos seus próprios mitos". 

## Títulos, estilos e honrarias

Brasão de armas do Príncipe Bernardo de Lipa-Biesterfeld

### Títulos
- 29 de junho de 1911 – 1916: Conde Bernardo de Biesterfeld
- 1916 – 7 de janeiro de 1937: Sua Alteza Sereníssima, o Príncipe Bernardo de Lipa-Biesterfeld
- 7 de janeiro de 1937 – 6 de setembro de 1948: Sua Alteza Real, o Príncipe Bernardo dos Países Baixos, Príncipe de Lipa-Biesterfeld [83]
- 6 de setembro de 1948 – 30 de abril de 1980: Sua Alteza Real, o Príncipe Consorte dos Países Baixos [84]
- 30 de abril de 1980 – 1 de dezembro de 2004: Sua Alteza Real, o Príncipe Bernardo dos Países Baixos, Príncipe de Lipa-Biesterfeld

| Monograma |

### Honras

#### Honras nacionais
- Comandante da Ordem Militar de Guilherme [85]
- Cavaleiro da Grande Cruz da Ordem do Leão Neerlandês
- Cavaleiro da Grande Cruz da Ordem de Orange-Nassau
- Grão-Mestre e Comandante da Ordem da Arca Dourada
- Comendador da Ordem de São João na Holanda
- Destinatário da Cruz do Aviador
- Destinatário da Medalha de Posse da Rainha Juliana

#### Honrarias estrangeiras
- Argentina: Grã-Cruz da Ordem do Libertador San Martin
- Áustria: Grande Estrela da Condecoração de Honra por Serviços à República da Áustria[86]
- Bélgica: 
  - Grande Cordão com Espadas Cruzadas da Ordem de Leopoldo
  - Destinatário da Croix de guerre
- Brasil:
  - Grã-Cruz da Ordem Nacional do Cruzeiro do Sul
  - Grã-Cruz da Ordem do Mérito Aeronáutico
  - Grã-Cruz da Ordem do Mérito Naval
- Camarões: Grande Cordão da Ordem de Valor
- Chile: Grã-Cruz da Ordem do Mérito
- República Tcheca: Grã-Cruz da Ordem do Leão Branco
- Tchecoslováquia: Destinatário da Cruz de Guerra da Checoslováquia 1939–1945
- Colômbia: Grã-Cruz da Ordem de Boyacá, Classe Especial
- Dinamarca: Cavaleiro da Ordem do Elefante
- República Dominicana: Grã-Cruz com Estrela de Peito de Prata da Ordem do Mérito de Duarte, Sánchez e Mella
- Equador: Membro da 1ª Classe da Ordem de Abdon Calderón
- Família Imperial Etíope: Colar da Ordem da Rainha de Sabá
- Finlândia: Grã-Cruz da Ordem da Rosa Branca da Finlândia
- França:
  - Grã-Cruz da Ordem Nacional da Legião de Honra
  - Comandante da Ordem das Palmas Académicas
  - Destinatário da Medalha Aeronáutica
- Alemanha: Grã-Cruz e Classe Especial da Ordem do Mérito da República Federal da Alemanha
- Grécia:
  - Destinatário da Medalha Cruz de Guerra de 1940
    -  Família Real Grega:
      - Grã-Cruz da Ordem do Redentor
      - Cavaleiro da Grã-Cruz da Ordem de Jorge I
- Honduras: Grã-Cruz da Ordem de Santa Rosa e da Civilização
- Indonésia: Estrela de Mahaputera, 1ª Classe
- Família Imperial Iraniana:
  - Cavaleiro Grande Cordão da Ordem do Leão e do Sol
  - Destinatário da Medalha Comemorativa da Celebração dos 2.500 anos do Império Persa[87]
- Itália: Cavaleiro da Grã-Cruz da Ordem do Mérito da República Italiana
- Costa do Marfim: Grã-Cruz da Ordem Nacional da Costa do Marfim
- Japão: Grande Cordão da Ordem do Sol Nascente
- Libéria: Grande Cordão da Ordem dos Pioneiros da Libéria
- Luxemburgo:
  - Cavaleiro da Ordem do Leão de Ouro da Casa de Nassau:
  - Destinatário da Medalha Cruz de Guerra 1939–1945
- México: Colar da Ordem da Águia Asteca
- Nepal: Membro da Ordem de Ojaswi Rajanya
- Nicarágua: Grã-Cruz da Ordem de Rubén Darío, Classe Especial
- Noruega: Cavaleiro da Grã-Cruz da Ordem de Santo Olavo
- Panamá: Grã-Cruz da Ordem de Manuel Amador Guerrero
- Paraguai: Grã-Cruz da Ordem do Mérito, Classe Especial
- Peru: Grã-Cruz da Ordem do Sol do Peru
- Polônia: Grã-Cruz da Ordem Virtuti Militari
- Senegal: Grã-Cruz da Ordem Nacional do Mérito
- Ordem de Malta: Oficial de Justiça Cavaleiro Grã-Cruz da Honra e Devoção da Soberana Ordem Militar de Malta
- Espanha: Cavaleiro da Grã-Cruz da Ordem de Carlos III
- Suriname: Grande Cordão da Ordem Honorária da Estrela Amarela
- Suécia: Cavaleiro da Ordem Real do Serafim
- Tailândia: Cavaleiro da Ordem da Casa Real de Chakri
- Tunísia: Grã-Cruz da Ordem da Independência
- Reino Unido:
  - Cavaleiro Honorário da Grã-Cruz da Ordem do Banho
  - Cavaleiro Honorário da Grã-Cruz da Real Ordem Vitoriana
  - Destinatário da Estrela da França e Alemanha
  - Destinatário da Medalha de Defesa
  - Destinatário da Medalha da Coroação do Rei George VI
  - Destinatário da Medalha da Coroação da Rainha Elizabeth II
- Estados Unidos: Comandante Chefe da Legião do Mérito
- Venezuela: Grã-Cruz da Ordem do Libertador
- Reino da Iugoslávia: Grã-Cruz da Ordem da Estrela de Karađorđe[88]

## Patentes militares

### Países Baixos
| Exército Real Neerlandês | Data                   |
| ------------------------ | ---------------------- |
| Capitão                  | 3 de dezembro de 1936  |
| Major-general            | 25 de maio de 1942     |
| Tenente-general          | 15 de dezembro de 1943 |
| General                  | 3 de setembro de 1944  |

| Exército Real das Índias Orientais Holandesas | Data                   |
| --------------------------------------------- | ---------------------- |
| Capitão                                       | 23 de agosto de 1940   |
| Tenente-general                               | 15 de dezembro de 1943 |
| General                                       | 3 de setembro de 1944  |

| Marinha Real Neerlandesa | Data                   |
| ------------------------ | ---------------------- |
| Tenente comandante       | 3 de dezembro de 1936  |
| Capitão                  | 23 de agosto de 1940   |
| Contra-almirante         | 25 de maio de 1942     |
| Vice-almirante           | 15 de dezembro de 1943 |
| Tenente almirante        | 3 de setembro de 1944  |

| \| Real Força Aérea Neerlandesa \| Data \| \| ---------------------------- \| ------------------- \| \| Marechal do ar \| 27 de março de 1953 \| |                     |
| Real Força Aérea Neerlandesa | Data                |
| Marechal do ar | 27 de março de 1953 |

### Patentes estrangeiras honorárias
| Força Aérea Real | Data                   |
| ---------------- | ---------------------- |
| Comodoro do ar   | 4 de abril de 1941     |
| Marechal do ar   | 15 de setembro de 1964 |

| Força Aérea Real da Nova Zelândia | Data                 |
| --------------------------------- | -------------------- |
| Comodoro do ar                    | 19 de agosto de 1946 |

## Ancestralidade
|  |                                                |  |  |  |  |  |  |  |  |  |  |  |  |  |  |  |
|  | 8. Júlio, Conde de Lippe-Biesterfeld           |  |  |  |  |  |  |  |  |  |  |  |  |  |  |  |
|  |                                                |  |  |  |  |  |  |  |  |  |  |  |  |  |  |  |
|  |                                                |  |  |  |  |  |  |  |  |  |  |  |  |  |  |  |
|  | 4. Ernesto, Conde de Lipa-Biesterfeld          |  |  |  |  |  |  |  |  |  |  |  |  |  |  |  |
|  |                                                |  |  |  |  |  |  |  |  |  |  |  |  |  |  |  |
|  |                                                |  |  |  |  |  |  |  |  |  |  |  |  |  |  |  |
|  | 9. Condessa Adelheid de Castell-Castell        |  |  |  |  |  |  |  |  |  |  |  |  |  |  |  |
|  |                                                |  |  |  |  |  |  |  |  |  |  |  |  |  |  |  |
|  |                                                |  |  |  |  |  |  |  |  |  |  |  |  |  |  |  |
|  | 2. Príncipe Bernardo de Lipa                   |  |  |  |  |  |  |  |  |  |  |  |  |  |  |  |
|  |                                                |  |  |  |  |  |  |  |  |  |  |  |  |  |  |  |
|  |                                                |  |  |  |  |  |  |  |  |  |  |  |  |  |  |  |
|  | 10. Conde Leopold Otto von Wartensleben        |  |  |  |  |  |  |  |  |  |  |  |  |  |  |  |
|  |                                                |  |  |  |  |  |  |  |  |  |  |  |  |  |  |  |
|  |                                                |  |  |  |  |  |  |  |  |  |  |  |  |  |  |  |
|  | 5. Condessa Karoline von Wartensleben          |  |  |  |  |  |  |  |  |  |  |  |  |  |  |  |
|  |                                                |  |  |  |  |  |  |  |  |  |  |  |  |  |  |  |
|  |                                                |  |  |  |  |  |  |  |  |  |  |  |  |  |  |  |
|  | 11. Mathilde Halbach                           |  |  |  |  |  |  |  |  |  |  |  |  |  |  |  |
|  |                                                |  |  |  |  |  |  |  |  |  |  |  |  |  |  |  |
|  |                                                |  |  |  |  |  |  |  |  |  |  |  |  |  |  |  |
|  | 1. Príncipe Bernardo de Lipa-Biesterfeld       |  |  |  |  |  |  |  |  |  |  |  |  |  |  |  |
|  |                                                |  |  |  |  |  |  |  |  |  |  |  |  |  |  |  |
|  |                                                |  |  |  |  |  |  |  |  |  |  |  |  |  |  |  |
|  | 12. Wolfgang Adolf von Cramm                   |  |  |  |  |  |  |  |  |  |  |  |  |  |  |  |
|  |                                                |  |  |  |  |  |  |  |  |  |  |  |  |  |  |  |
|  |                                                |  |  |  |  |  |  |  |  |  |  |  |  |  |  |  |
|  | 6. Barão Aschwin von Sierstorpff-Cramm         |  |  |  |  |  |  |  |  |  |  |  |  |  |  |  |
|  |                                                |  |  |  |  |  |  |  |  |  |  |  |  |  |  |  |
|  |                                                |  |  |  |  |  |  |  |  |  |  |  |  |  |  |  |
|  | 13. Hedwig von Cramm                           |  |  |  |  |  |  |  |  |  |  |  |  |  |  |  |
|  |                                                |  |  |  |  |  |  |  |  |  |  |  |  |  |  |  |
|  |                                                |  |  |  |  |  |  |  |  |  |  |  |  |  |  |  |
|  | 3. Armgard von Cramm                           |  |  |  |  |  |  |  |  |  |  |  |  |  |  |  |
|  |                                                |  |  |  |  |  |  |  |  |  |  |  |  |  |  |  |
|  |                                                |  |  |  |  |  |  |  |  |  |  |  |  |  |  |  |
|  | 14. Conde Ernst Moritz von Sierstorpff-Driburg |  |  |  |  |  |  |  |  |  |  |  |  |  |  |  |
|  |                                                |  |  |  |  |  |  |  |  |  |  |  |  |  |  |  |
|  |                                                |  |  |  |  |  |  |  |  |  |  |  |  |  |  |  |
|  | 7. Baronesa Hedwig von Sierstorpff-Driburg     |  |  |  |  |  |  |  |  |  |  |  |  |  |  |  |
|  |                                                |  |  |  |  |  |  |  |  |  |  |  |  |  |  |  |
|  |                                                |  |  |  |  |  |  |  |  |  |  |  |  |  |  |  |
|  | 15. Baronesa Karoline von \|Vincke             |  |  |  |  |  |  |  |  |  |  |  |  |  |  |  |
|  |                                                |  |  |  |  |  |  |  |  |  |  |  |  |  |  |  |
|  |                                                |  |  |  |  |  |  |  |  |  |  |  |  |  |  |  |